# Rodrigo Lara Bonilla
Rodrigo Lara Bonilla (Neiva, 11 de agosto de 1946 - Bogotá, 30 de abril de 1984) fue un político, diplomático y abogado colombiano, exmiembro del Partido Liberal Colombiano, del Movimiento Revolucionario Liberal y cofundador del Nuevo Liberalismo.
Ocuparía varios cargos públicos como alcalde de Neiva, congresista y diplomático. Fundó, junto con el político Luis Carlos Galán, el partido Nuevo Liberalismo, disidencia del Partido Liberal Colombiano. Sería congresista por ese partido, y luego además nombrado Ministro de Justicia durante el gobierno de Belisario Betancur, cargo desde el cual persiguió a los narcotraficantes del Cartel de Medellín, con sus jefes Pablo Escobar y Gonzalo Rodríguez Gacha.
Fue asesinado por sicarios bajo las órdenes de Pablo Emilio Escobar Gaviria, el 30 de abril de 1984, cuando se dirigía a su casa en Bogotá. Su muerte representó el inicio de una guerra sin cuartel entre el Estado colombiano y los grupos de narcotraficantes. Es considerado un referente en la lucha contra el narcotráfico en Colombia.

## Biografía

### Inicios
Rodrigo Lara Bonilla nació en Neiva, el 11 de agosto de 1946, en el seno de una familia de clase media de la ciudad, cuyos padres fueron Jorge Lara Trujillo y Raquel Bonilla González. Se trasladó a Bogotá, donde estudió derecho en la Universidad Externado de Colombia.

### Movimiento Revolucionario Liberal (1960-1967)

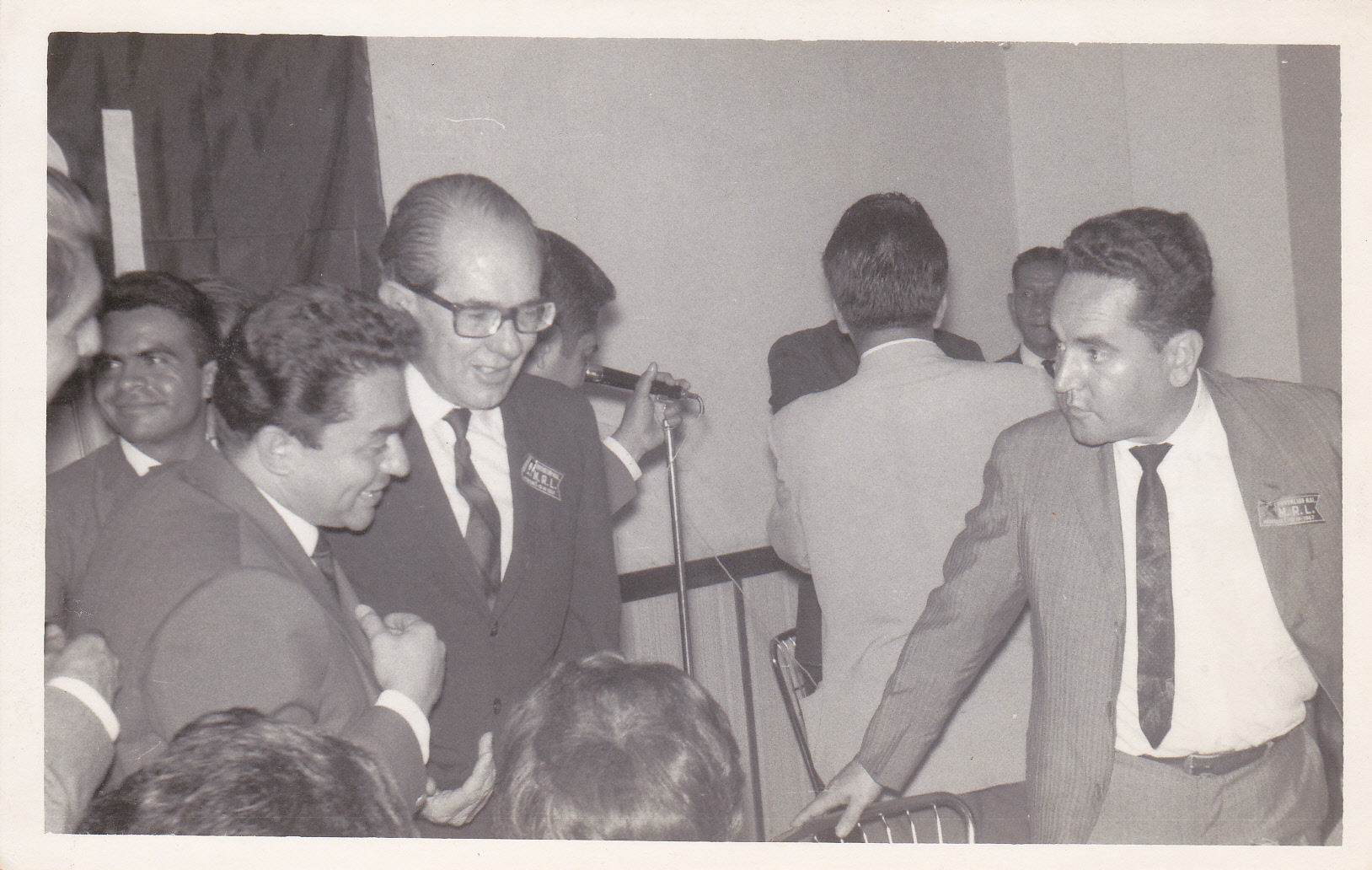
López Michelsen en el MRL, años 60.

Mientras estaba en la universidad se vinculó al Movimiento Revolucionario Liberal (MRL), fundado por Alfonso López Michelsen y Jaime Ucrós García, quien era pariente lejano de Rodrigo. El MRL se impuso en las elecciones regionales de 1960, y perfilaba una candidatura presidencial ganadora de López para 1962, lo que fragmentó el poderío del oficialismo liberal.
En 1967, el MRL se desintegró por el nombramiento de López en la gobernación del departamento del Cesar, que él ayudó a crear.La mayoría de sus miembros regresaron a las filas oficialistas, y otros se adhirieron a la Anapo. 

### Partido Liberal (1967-1979)
Lara ingresó al Partido Liberal Colombiano, ahora de la mano del presidente Carlos Lleras Restrepo, quien unificó al partido con el ingreso de López Michelsen a la colectividad. Allí Lara conocería al otro pupilo de Lleras, el joven periodista Luis Carlos Galán, cuyo padre era socio de Lleras, y era el presidente de Ecopetrol desde 1963.

#### Alcalde de Neiva (1969-1970)
En 1969, con 23 años, fue nombrado por el gobernador Augusto Paredes Tamayo, durante el tercer año de mandato del presidente Lleras, de quien ya era uno de sus discípulos y colaboradores más cercanos. Dejó el cargo en 1970.

### Nuevo Liberalismo (1979-1984)
En 1979, el oficialismo liberal se fragmentó tras la derrota en la postulación presidencial del expresidente Lleras, quien compitió y fue vencido aplastantemente por el senador Julio César Turbay, quien representaba el continuismo de la obra del expresidente López Michelsen.
Por esa derrota, Lleras decidió retirarse de la política, y en respaldo a su decisión, varios de sus adeptos se retiraron del Partido Liberal, y fundaron el partido Nuevo Liberalismo, con Galán y Lara a la cabeza de la organización. Lleras apoyó discretamente el nuevo movimiento.

#### Elecciones presidenciales de 1982

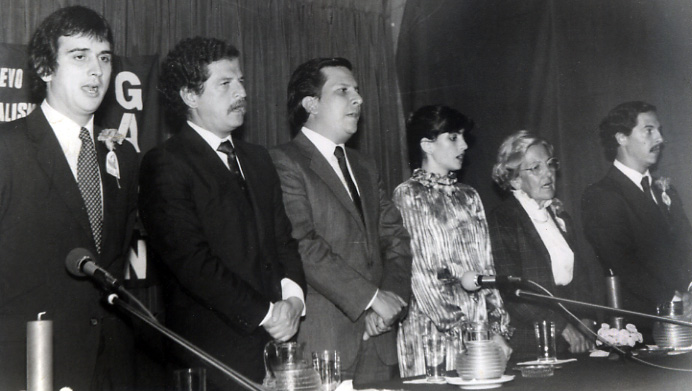
Lara y el Nuevo Liberalismo, 1979.

Galán lanzó su candidatura presidencial en 1982, luego del éxito de su movimiento en las elecciones regionales de 1980, y el rápido posicionamiento regional de su partido. Lara lanzó su candidatura simultánea al senado, y apoyó las giras de Galán por el país.
Esa campaña fue clave en la vida de Galán y Lara, pues fue durante su desarrollo que iniciaron los conflictos de Lara-Galán con Alberto Santofimio y un desconocido Pablo Escobar, quien pretendía ganar una curul en la cámara de representantes por el Nuevo Liberalismo. Conocedor de las actividades ilícitas de Escobar, Lara y Galán expulsaron a Escobar de su movimiento en 1982. Herido en su orgullo, Escobar acudió a Santofimio, quien a través de Jairo Ortega finalmente logró llegar al Congreso de Colombia.
La campaña de Galán fue multitudinaria, pero a pesar de ello, no logró ganar la presidencia, terminando en un honroso tercer lugar. Sin embargo de su derrota, los liberales oficiaista acusaron al Nuevo Liberalismo de haber dividido el electorado electoral entre disidentes y oficialistas, lo que llevó a que los conservadores regresaran a la presidencia. A pesar de esa derrota, Galán salió fortalecido y Lara logró la curul en el Congreso.

### Ministro de Justicia (1983-1984)
En agosto de 1983, Lara fue nombrado Ministro de Justicia por el presidente Belisario Betancur, que había derrotado a Galán un año antes en las elecciones presidenciales. Lara Bonilla ya venía con una lucha contra los carteles de la droga, sobre todo el de Medellín, que era liderado por Pablo Escobar denunciando públicamente la presencia de dineros de narcotraficantes en el Fútbol Profesional Colombiano y en la política.
Estos eventos desencadenaron una respuesta con la que Escobar intentó ensuciar a Lara, vinculándolo con el capo Evaristo Porras del cartel del Amazonas, mostrando un cheque girado por este a la campaña de Lara al senado y además mostrando un vídeo de la reunión entre el narcotraficante y Lara.

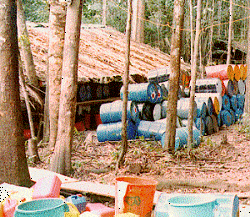
Tranquilandia, 1984.

Lara, negando el vínculo, desacreditó a Escobar, ventilando sus actividades delictivas junto a Guillermo Cano Isaza, director y dueño del diario El Espectador. El cheque además había sido girado a una ferretería propiedad de la familia de Lara (en la que el ministro no tenía injerencia) un año después de las elecciones. Como consecuencia, Escobar fue expulsado del Congreso en septiembre de 1983 y su visa a Estados Unidos fue cancelada.
El ministro revivió viejos procesos penales contra Escobar y otros capos como Carlos Lehder; ordenó el decomiso de centenares de avionetas y de propiedades, que eran presuntamente utilizadas para la producción y distribución de sustancias alucinógenas, mientras en el Congreso se discutía la aprobación de la extradición. Igualmente, se apoyó en el coronel Jaime Ramírez para dejar al descubierto los complejos laboratorios cocaleros de Tranquilandia y Villacoca, ubicados en las selvas del sur de Colombia, hecho que se hizo público el 28 de marzo de 1984.

### Asesinato

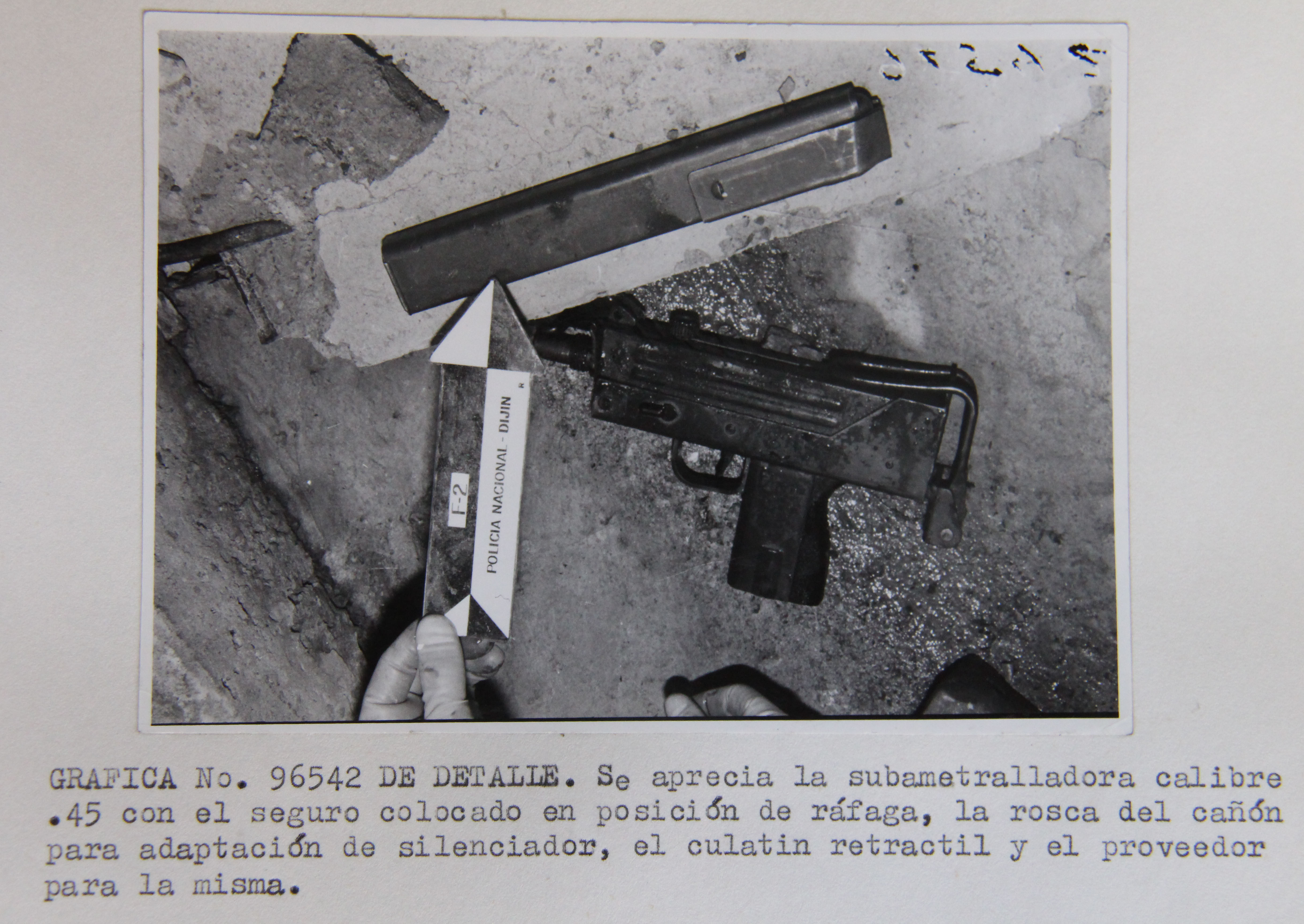
Arma con la cual fue ultimado Lara.

Tanto Lara como su familia fueron blanco de constantes amenazas. El embajador estadounidense Lewis Arthur Tambs le había ofrecido un chaleco antibalas y un automóvil blindado pero Lara rechazó el automóvil. Sabiendo de las amenazas, Betancur consideró nombrar a Lara embajador en Checoslovaquia, cargo que Lara aceptó y tomaría posesión el 12 de mayo. La noche del 30 de abril de 1984, Rodrigo Lara Bonilla fue asesinado por sicarios. Fue acribillado dentro de su automóvil: un Mercedes-Benz W123 blanco, placa FD 5883, en la calle 127 al norte de Bogotá al pasar después de la Autopista Norte hacia el barrio Recreo de los Frailes donde residía con su familia. Fue cambiado de automóvil y llevado a la Clínica Shaio donde fue declarado muerto minutos después de su llegada. El asesinato ocurrió a manos de Iván Darío Guisado, integrante de la red de "Los Priscos", grupo de criminales al servicio del Cartel de Medellín.
El asesino viajaba como parrillero en una motocicleta Yamaha DT 175cc roja conducida por Byron de Jesús Velázquez. Después de cometido el homicidio se inició una persecución contra los asesinos que produjo que el conductor de la moto perdiera el equilibrio y Guisado muriera automáticamente como consecuencia de la caída. Byron Velázquez fue capturado y pagó una pena de once años en prisión.

#### Consecuencias
Luego de la muerte de Lara Bonilla, el gobierno de Betancur aprobó de inmediato la Ley de Extradición, dando inicio a la guerra contra el narcotráfico en Colombia y la restauración del estado de sitio (el cual fue retirado dos años antes por las negociaciones de paz con los grupos guerrilleros); esto generó una masiva militarización en Bogotá y Medellín, lo que generó en los días siguientes protestas estudiantiles que terminaron en la Masacre de la Universidad Nacional 16 días después.
En los días consecutivos, Betancur asignó al abogado y jurista Enrique Parejo González, copartidario de Lara en el Nuevo Liberalismo, como nuevo ministro de justicia hasta 1986, cuando fue asignado como embajador en Hungría, este fue víctima de un intento de homicidio por parte de un asesino contratado por el Cartel de Medellín.
Posteriormente, el coronel Jaime Ramírez Gómez declaró bajo la gravedad de juramento haber oído decir al Ministro sobre el peligro que corría su vida, pues, los propietarios de las aeronaves encontradas en Tranquilandia estaban muy incómodos y este temía un atentado contra su vida por parte de ese sector del narcotráfico. En otras declaraciones se afirma que el ministro Lara habría sido objeto de interceptaciones telefónicas a través de técnicos de la Empresa de Teléfonos de Bogotá, aunque también se afirmó que estas se habrían dado de parte de un organismo de seguridad.
La revelación de estas declaraciones en 2007 por periodistas del Nuevo Herald de Miami provocaron la renuncia del hijo homónimo de Rodrigo Lara como zar anticorrupción del gobierno Uribe. Rodrigo Lara Restrepo dijo que el secretario de presidencia César Velásquez y el asesor presidencial José Obdulio Gaviria le habían ocultado información sobre la muerte de su padre al no proporcionarle el contenido de un mensaje enviado por el periodista del Nuevo Herald. En 2009, Lara Restrepo y los hijos del fallecido Luis Carlos Galán Sarmiento anunciaron a los medios su perdón a Sebastián Marroquín, hijo del fallecido Pablo Escobar, quien pidió disculpas por el daño hecho por el narcoterrorismo al país en sus dos décadas (curiosamente, Lara Restrepo, a diferencia de los Galán, había jurado antes venganza, al igual que el hijo del capo).

## Familia

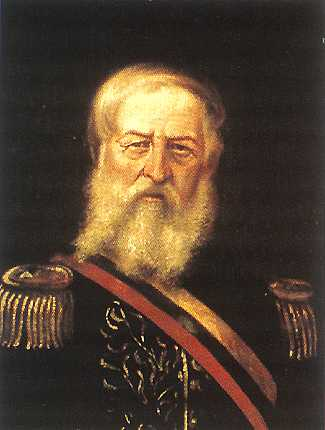
El expresidente José Hilario López, cuñado de su tío bisabuelo Liborio Durán.

Rodrigo Lara Bonilla, aunque es poco conocido en la actualidad (ya que a raíz de su asesinato ̟él mismo se convirtió en personaje histórico por mérito propio), era miembro de varias familias poderosas de la región, entre ellas, los Lara, Durán, Borrero y Mutis. Sus padres eran Jorge Lara Trujillo y Raquel Bonilla González, siendo una de sus hermanas Cecilia Lara Bonilla.
Su padre era sobrino nieto del militar Liborio Durán Borrero, patriarca del poderoso clan al que también pertenció el expresidente Misael Pastrana Borrero, y el expresidente de Ecuador Sixto Durán-Ballén Cordovéz. Por ejemplo, Liborio era concuñado del expresidente José Hilario López, suegro de la feminista Clotilde García Borrero, y abuelo de Rafael Ucrós Durán (primo segundo del padre de Rodrigo). Otro pariente lejano de los Borrero era el sacerdote Ismael Perdomo Borrero.
En conclusión, Rodrigo era primo tercero de Jaime Ucrós, puesto que los padres de ambos eran primos segundos.
Por otra parte, su padre era hijo de Belisa Trujillo Trujillo, quien era sobrina bisnieta de Tomás Borrero Falla, padre del pintor Ricardo Borrero Álvarez, quien a su vez era tío bisabuelo del expresidente Misael Pastrana, y tío de Clotilde (la nuera del tío bisabuelo de Rodrigo) y su hermano Joaquín García Borrero (exgobernador del Huila). Pastrana y Lara serían primos en quinto o sexto grado, aproximadamente.
Por su padre, Rodrigo era pariente lejano de los excaldes de Neiva Oliverio Lara Borrero, su hijo Hernán Lara Perdomo, Arismendi Mora Perdomo, Víctor Manuel Perdomo Falla, Ramiro Gutiérrez Perdomo, Joaquín Borrero, Sixto Borrero, Francisco Borrero Durán, Jorge Cuéllar Durán, Ernesto Durán Cordovez y Guillermo Losano Lara; y de los gobernadores de Huila Alberto Losada Lara, Guillermo Lozano Lara, Carlos Martínez Borrero, Julio Borrero Salazar, entre muchos otros.

### Matrimonios y descendencia
Rodrigo contrajo matrimonio con Nancy Restrepo, con quien tuvo tres hijos: Rodrigo, Jorge Andrés y Paulo José Lara Restrepo. Rodrigo Lara Restrepo es político, fue adjunto al partido Cambio Radical, fundado por galanistas y fue senador de Colombia por este partido.
Antes de haber conocido a su futura esposa Nancy, Rodrigo tuvo a su primer hijo, Rodrigo Lara Sánchez con Lilia Sánchez. Lara Sánchez es médico cirujano y fue alcalde de Neiva entre 2016 y 2019, adscrito al partido Alianza Verde.

## Legado

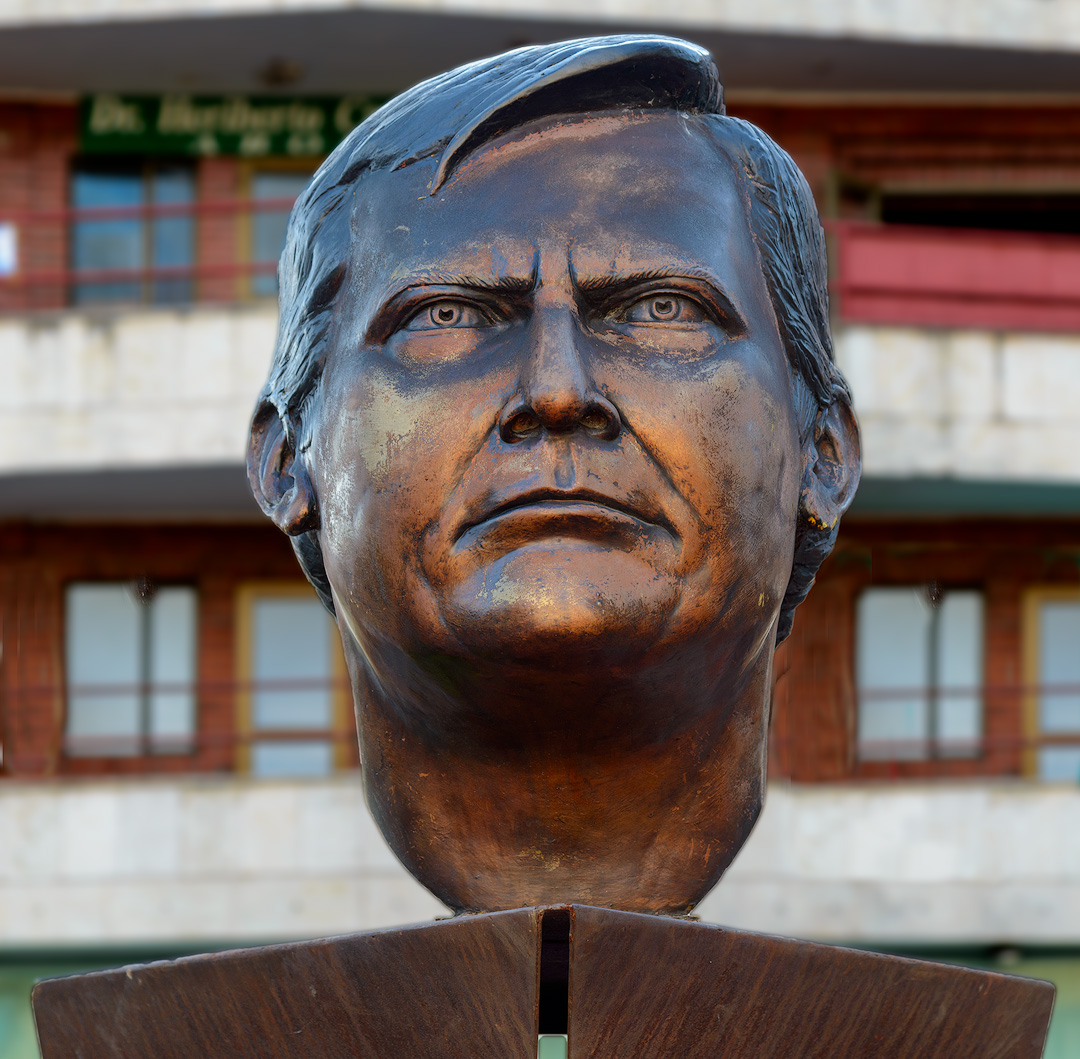
Escultura en el centro de Neiva.

En su honor la avenida donde fue asesinado hoy se conoce como Avenida Rodrigo Lara Bonilla, en la calle 127 al norte de Bogotá.
Como deber de la administración para exaltar la memoria de aquellos ciudadanos al servicio de la patria, por acuerdo No. 041 del 12 de junio de 1984, firmado por el Doctor Augusto Ramírez Ocampo como Alcalde Mayor de Bogotá y María Teresa Arias de Barrero como Secretaria de Educación, se modifica el nombre del Colegio Candelaria La Nueva, por el nombre de Colegio Rodrigo Lara Bonilla, ubicado en la ciudad de Bogotá, en memoria de quien se desempeñó como Ministro de Justicia desde agosto de 1983 hasta mayo de 1984 y quien luchó por lograr la pacificación del país hasta ofrendar su vida.
Al centro de la misma ciudad frente a la estación San Victorino del sistema de transporte público TransMilenio se encuentra la Escuela Judicial Rodrigo Lara Bonilla, centro de formación académica para los jueces colombianos.

### En la cultura popular
Lara Bonilla y su homicidio son dramatizados en las series Tres Caínes, Escobar, el patrón del mal, Alias el Mexicano, Narcos y El general Naranjo.
En Escobar el Patrón del Mal, Lara es interpretado por el actor Ernesto Benjumea apareciendo en los episodios 9 a 13 de la serie. Su vida y asesinato fueron novelados por el escritor Nahum Montt en el libro Lara.
En la serie web Matarife, es mencionado en varios capítulos, en los cuales el narrador y productor de la serie Daniel Mendoza Leal acusa públicamente a expresidente Álvaro Uribe Vélez de ser unos de los autores intelectuales de su asesinato, debido al decomiso de varias aeronaves durante la operación Tranquilandia